# Takuya Shigehiro
Takuya Shigehiro (jap. 重廣 卓也, Shigehiro Takuya; * 5. Mai 1995 in Miyoshi, Präfektur Hiroshima) ist ein japanischer Fußballspieler.

## Karriere
Takuya Shigehiro erlernte das Fußballspielen in den Jugendmannschaften von Sanji SC und AC Minami, der Schulmannschaft der Hiroshima Minami Highschool sowie in der Universitätsmannschaft der Hannan-Universität. Von August 2017 bis Januar 2018 wurde er von der Hannan University an Kyōto Sanga ausgeliehen. Nach der Ausleihe wurde er Anfang 2018 von Kyōto fest verpflichtet. Der Verein aus Kyōto, einer Stadt im Südwesten der japanischen Hauptinsel Honshū im Ballungsgebiet Kansai, spielte in der zweithöchsten Liga des Landes, der J2 League. Nach 61 Zweitligaspielen wechselte er Anfang 2020 zum Ligakonkurrenten Avispa Fukuoka nach Fukuoka. Ende der Saison wurde er mit dem Verein Vizemeister und stieg in die erste Liga auf. Nach der Hinserie, in der er zwei Erstligaspiele bestritt, wechselte er im Juli 2022 zum Ligakonkurrenten Nagoya Grampus. Dort kam er in den folgenden anderthalb Jahren nur zu 18 Pflichtspielen (1 Tor) und wurde Anfang 2024 an den FC Seoul in die K League 1 nach Südkorea verliehen. Nach zwei Ligaspielen für den Verein aus Seoul kehrte er im Juni 2024 nach Nagoya zurück. Nach insgesamt 16 Ligaspielen wechselte er im Januar 2025 zum Zweitligisten Tokushima Vortis.

## Erfolge
Avispa Fukuoka
- J2 League: 2020 (Vizemeister)  ▲